# 糖果蜗牛
糖果蜗牛（学名：Liguus virgineus）是一种呼吸空气的陆地蜗牛，是腹足纲彩带蜗牛科的一种软体动物，长30—60 mm（1.2—2.4英寸）。

## 分布
该物种原产于加勒比地区伊斯帕尼奥拉岛（海地和多明尼加共和国），古巴东部，在那里因为贝壳工艺品贸易而被过度捕捞。